# Pauropoda

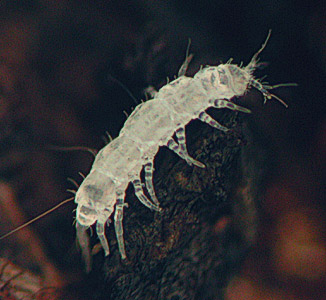
Especie no identificada.

Los paurópodos (Pauropoda, "pobre en pies") son una clase de miriápodos.

## Características
Son diminutos (0,5-2 mm), de cuerpo blando, con las antenas ramificadas y entre 9 y 11 pares de patas. Los paurópodos tienen la cutícula blanda sin calcificar. Carecen de ojos, aunque presentan un par de órganos sensoriales con aspecto de ojos; las antenas poseen entre cuatro y seis artejos sobre los que se insertan dos cortas ramas provistas de flagelos. Las piezas bucales constan de un par de mandíbulas y el primer par de maxilas fusionadas entre sí originando un gnatoquilario; falta el segundo par de maxilas. Los gonoporos (poros genitales) se abren en el tercer segmento del tronco. Carecen de aparato respiratorio y circulatorio. Salen del huevo con solo tres pares de patas.
Viven en lugares húmedos y son saprófagos. Se conocen entre 500 
y 715 especies.

## Historia natural
Los paurópodos se mueven de manera característica, con movimientos en rápida ráfagas y bruscos cambios de dirección. Viven en el suelo, humus, bajo piedras, troncos en descomposición, etc., y se alimentan de hongos y materia orgánica en descomposición.

## Taxonomía
Los paurópodos se dividen en dos órdenes:
- Orden Hexamerocerata. Incluye especies que poseen seis artejos en el pedicelo antenal; son todos tropicales.
  - familia Millotauropodidae
- Orden Tetramerocerata. Incluye especies que poseen cuatro artejos en el pedicelo antenal. Viven también en regiones templadas.
  - familia Amphipauropodidae
  - familia Brachypauropodidae
  - familia Diplopauropodidae
  - familia Eurypauropodidae
  - familia Hansenauropodidae
  - familia Pauropodidae
  - familia Polypauropodidae
  - familia Sphaeropauropodidae